# Monte-Carlo Rolex Masters 2018
Monte-Carlo Rolex Masters 2018 — 112-й розыгрыш ежегодного профессионального теннисного турнира среди мужчин, проводящегося во французском городе Рокебрюн—Кап-Мартен и являющегося частью тура ATP в рамках серии ATP Masters 1000 с турнирной сеткой, рассчитанной на 56 участников в одиночном разряде и 24 пары.
В 2018 году турнир прошёл с 15 по 22 апреля на кортах Monte-Carlo Country Club. Соревнование продолжало околоевропейскую серию грунтовых турниров, подготовительную к майскому Ролан Гаррос.
Прошлогодние победители:
- в одиночном разряде —  Рафаэль Надаль
- в парном разряде —  Рохан Бопанна и  Пабло Куэвас

## Общая информация
Одиночный турнир собрал шесть представителей топ-10 мирового рейтинга. Первым номером посева стал лидер классификации, чемпион двух последних лет и рекордсмен турнира Рафаэль Надаль. Испанский теннисист смог и на этот раз подтвердить свой статус фаворита и выиграть турнир. В финале он одолел японского теннисиста Кэя Нисикори, для которого решающий матч в Монте-Карло стал первым в карьере. Титул в Монте-Карло стал уже 11-м для Надаля и он обновил свой рекорд и являлся единственным в мире на тот момент, кому удалось выиграть один турнир столько раз. В основных соревнованиях приняли участие три представителя России Даниил Медведев, Андрей Рублёв и Карен Хачанов. Лучше всех себя смог проявить Хачанов, который добрался до третьего раунда.
В мужском парном разряде первыми номерами посева Лукаш Кубот и Марсело Мело проиграли в первом же своём матче на стадии второго раунда. Прошлогодние чемпионы Рохан Бопанна и Пабло Куэвас не защищали свой титул, однако оба приняли участие в турнире. Бопанна в паре Эдуаром Роже-Вассленом дошёл до полуфинала, Куэвас в паре с Марселем Гранольерсом до четвертьфинала. Победу смогли одержать четвёртые номера посева Боб и Майк Брайаны, которые в финале обыграли третьих номеров посева Оливера Мараха и Мате Павича. Братья Брайаны выиграли второй мастерс подряд в сезоне и обновили свой рекорд по победам в Монте-Карло, победив здесь в парных соревнованиях в шестой раз.

### Распределение рейтинговых очков
| Турнир Мастерс 1000 | Победитель | Финалист | Полуфиналист | Четвертьфиналист | Третий раунд | Второй раунд | Первый раунд | Победитель квалификации | Q2 | Q1 |
| Мужской одиночный   | 1000       | 600      | 360          | 180              | 90           | 45           | 10           | 25                      | 16 | 0  |

### Посев игроков
| Страна    | Теннисист              | Рейтинг1 | Посев |
| --------- | ---------------------- | -------- | ----- |
| Испания   | Рафаэль Надаль         | 1        | 1     |
| Хорватия  | Марин Чилич            | 3        | 2     |
| Германия  | Александр Зверев       | 4        | 3     |
| Болгария  | Григор Димитров        | 5        | 4     |
| Австрия   | Доминик Тим            | 7        | 5     |
| Бельгия   | Давид Гоффин           | 10       | 6     |
| Франция   | Люка Пуй               | 11       | 7     |
| Испания   | Пабло Карреньо Буста   | 12       | 8     |
| Сербия    | Новак Джокович         | 13       | 9     |
| Аргентина | Диего Шварцман         | 15       | 10    |
| Испания   | Роберто Баутиста Агут  | 17       | 11    |
| Чехия     | Томаш Бердых           | 18       | 12    |
| Италия    | Фабио Фоньини          | 20       | 13    |
| Канада    | Милош Раонич           | 22       | 14    |
| Испания   | Альберт Рамос-Виньолас | 23       | 15    |
| Франция   | Адриан Маннарино       | 25       | 16    |

- Рейтинг учтён на 9 апреля 2018 года.

Теннисисты, получившие «Уайлд-кард»:
- Феликс Оже
- Лукас Катарина
- Танаси Коккинакис
- Жиль Симон

Теннисисты, победители квалификации:
- Марко Чеккинато
- Жереми Шарди
- Пьер-Юг Эрбер
- Илья Ивашко
- Душан Лайович
- Андреас Сеппи
- Стефанос Циципас

Теннисисты, счастливые участники (LL) квалификации:
- Мирза Башич
- Флориан Майер
- Гильермо Гарсия-Лопес

## Соревнования

### Одиночный турнир
Рафаэль Надаль обыграл  Кэя Нисикори со счётом 6-3, 6-2.
- Надаль выиграл 1-й одиночный титул в сезоне и 76-й за карьеру в основном туре ассоциации.
- Нисикори сыграл 1-й одиночный финал в сезоне и 23-й за карьеру в основном туре ассоциации.

### Парный турнир
Боб Брайан /  Майк Брайан обыграли  Оливера Мараха /  Мате Павича со счётом 7-6(5), 6-3.
- братья Брайаны выиграли 2-й совместный титул в сезоне и 116-й (118-й для Майка) за карьеру в основном туре ассоциации.